# Culiseta particeps
Culiseta particeps är en tvåvingeart som först beskrevs av Adams 1903.  Culiseta particeps ingår i släktet Culiseta och familjen stickmyggor. Inga underarter finns listade i Catalogue of Life.